# Saropogon atricolor
Saropogon atricolor är en tvåvingeart som beskrevs av Friedrich Hermann Loew 1857. Saropogon atricolor ingår i släktet Saropogon och familjen rovflugor.
Artens utbredningsområde är Grekland. Inga underarter finns listade i Catalogue of Life.